# ملوین فریزر
ملوین فریزر (انگلیسی: Melvin Frazier؛ زادهٔ ۳۰ اوت ۱۹۹۶) بازیکن بسکتبال اهل ایالات متحده آمریکا است.

## حرفه
از باشگاه‌هایی که در آن بازی کرده‌است می‌توان به اورلندو مجیک اشاره کرد.